# Mate Arapov
Mate Arapov (Split, 25. veljače 1976.), hrvatski jedriličar.
Natjecao se na Olimpijskim igrama 2000. i 2004. u klasi laser. Osvajao je 42. i 14. mjesto.
U klasi laser je na europskom prvenstvu 2003. i 2005. osvojio srebrnu medalju. U istoj je disciplini na Mediteranskim igrama 2001. osvojio srebro.
Bio je član Mornara iz Splita.
Godine 2004. proglašen je najboljim športašem grada Splita.